# Fuhrhop (Osterheide)
Der Weiler Fuhrhop gehört heute zu Jettebruch, der ein Ortsteil der Stadt Bad Fallingbostel im Landkreis Heidekreis in Niedersachsen ist. 
Fuhrhop ist auch eine Gemarkung des gemeindefreien Gebietes Osterheide im Landkreis Heidekreis.  Vor der zwangsweisen Umsiedlung 1935 bis 1938 (siehe Heidmark#Zerstörung der Ostheidmark in der Zeit des Nationalsozialismus) im Zuge der Errichtung des Truppenübungsplatzes Bergen war Fuhrhop  ein Dorf und eine Gemeinde in der Ostheidmark im Altkreis Fallingbostel.  Die Gesamtgröße des Gemeindegebietes Fuhrhop betrug 895 Hektar und hatte 92 Einwohner, davon sind 474 ha mit 10 Einwohnern in den Bereich des Truppenübungsplatzes gefallen. 

## Karten

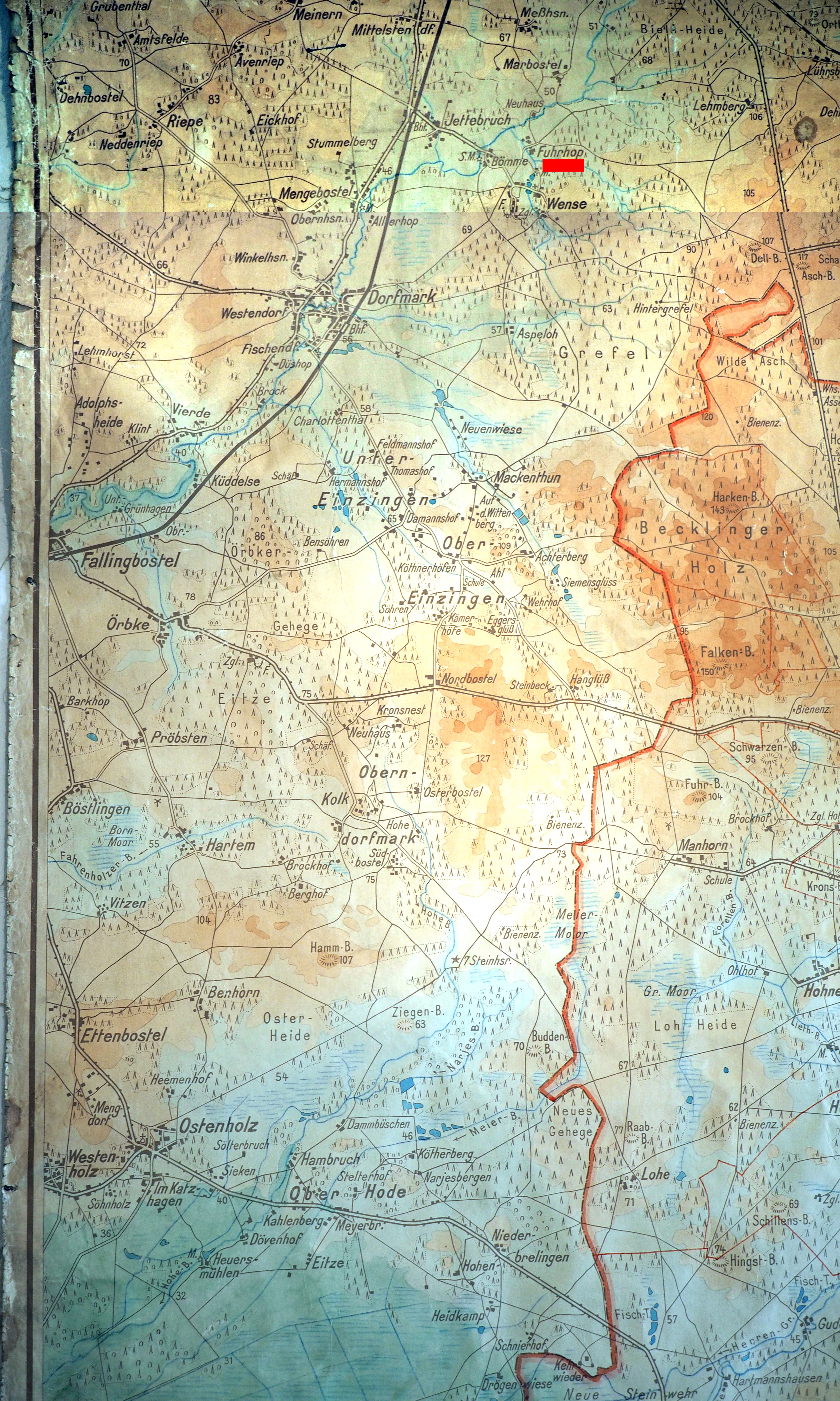
Historische Karte der Ostheidmark, Fuhrhop ist gekennzeichnet
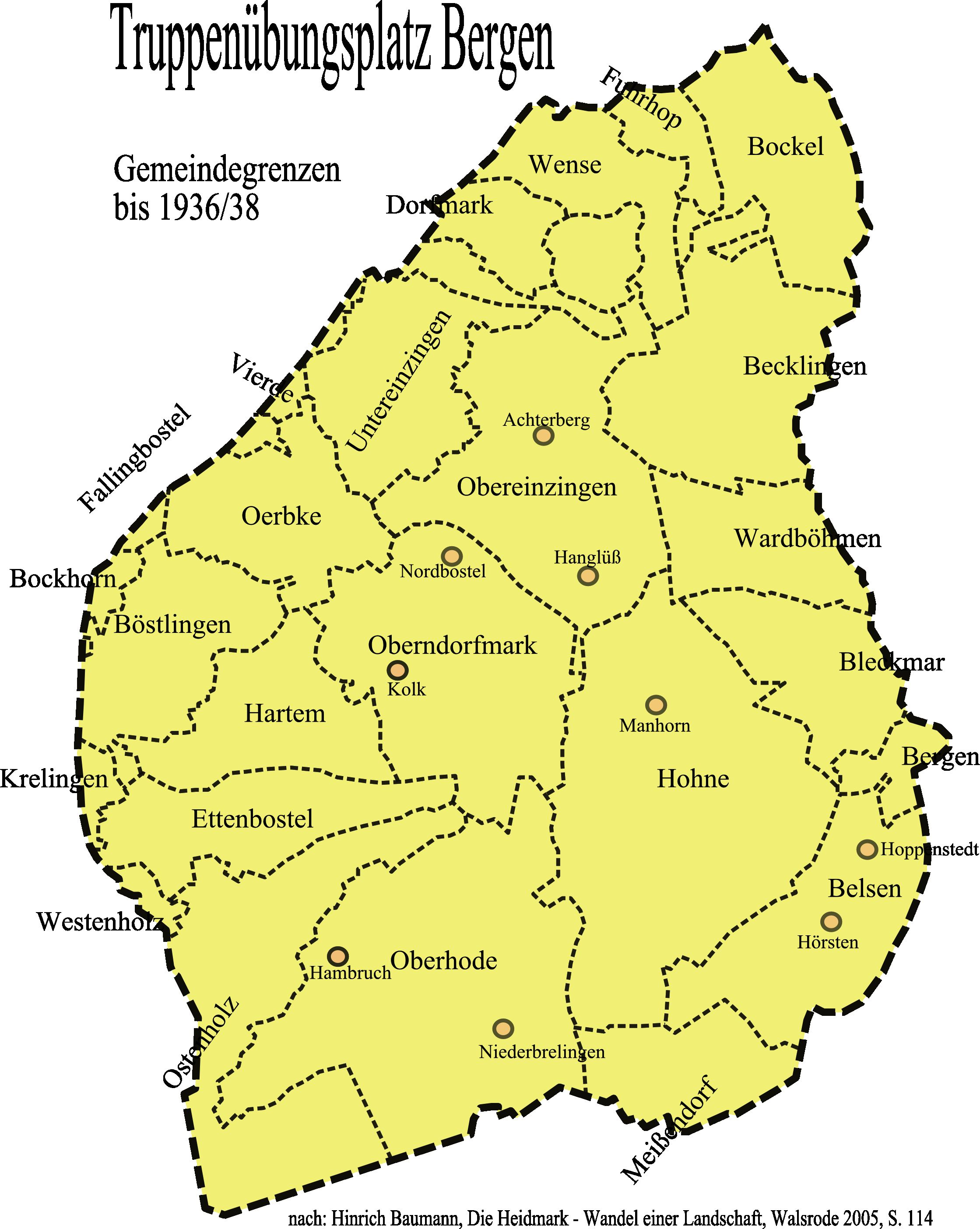
Fuhrhop im Norden des Truppenübungsplatzes
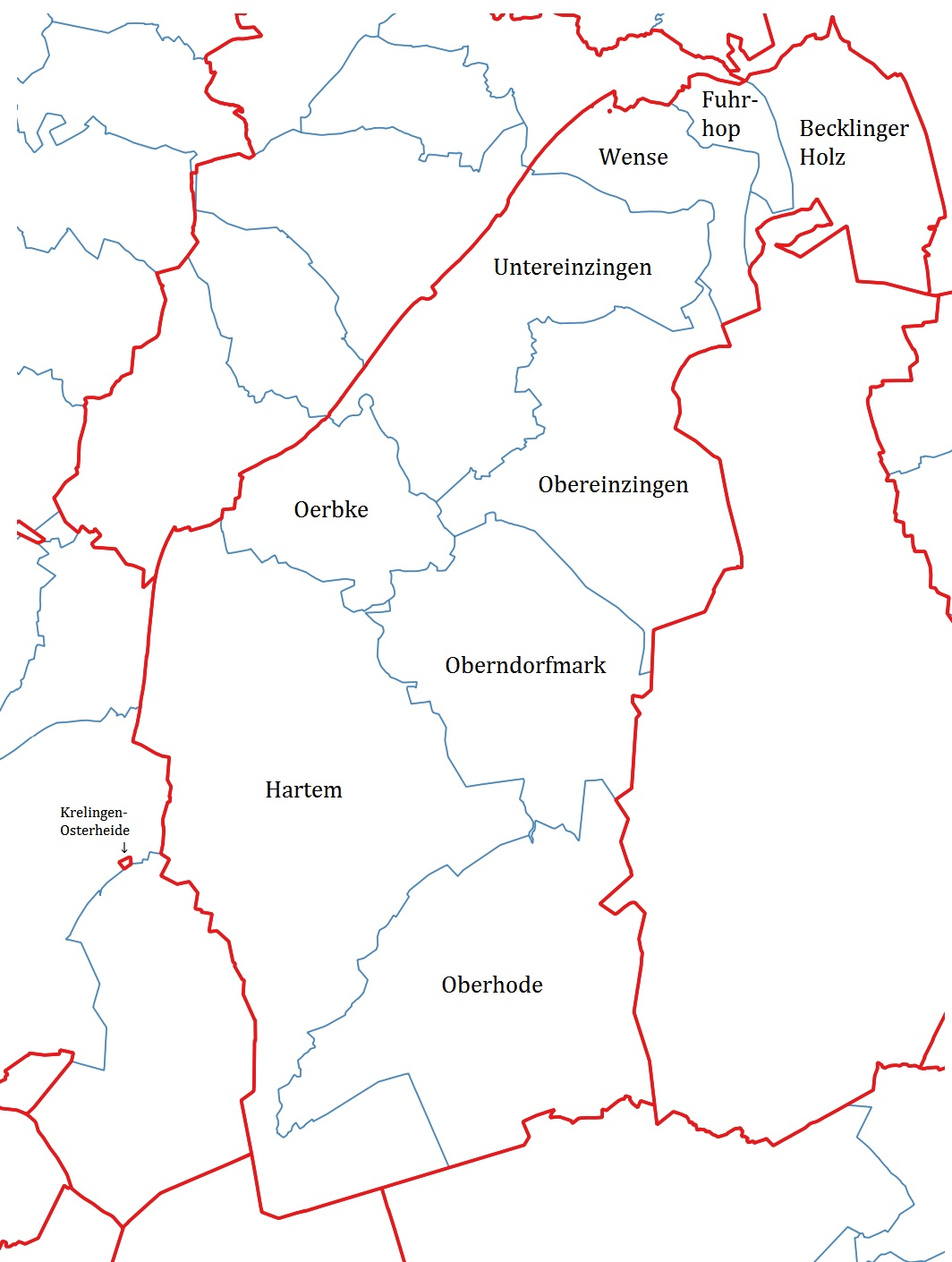
Gemarkungen der Osterheide, mit Fuhrhop im Norden